# ジェイソン・トンプソン (バスケットボール)
ジェイソン・カールトン・トンプソン  (Jason Carlton Thompson 1986年7月21日 - )は、アメリカ合衆国ニュージャージー州マウントローレル出身のバスケットボール選手。NBAのサクラメント・キングスなどに所属していた。身長211cm   体重113kg。

## 来歴
生まれも育ちもニュージャージー州のトンプソンは、大学も同州のライダー大学に進学。4年間在学し、通算2000点、1000リバウンドを記録。その活躍もあり、2008年のNBAドラフトでは、ライダー大学出身の選手としては初めてNBAドラフトで指名を受け、サクラメント・キングスから1巡目12位で指名された。1年目から全82試合にフル出場。低迷するキングスの中で生え抜き選手として活躍を続け、2012年オフには、5年3020万ドルで契約を延長した。
2015年7月2日にフィラデルフィア・76ersに移籍。その後再トレードで7月31日、ジェラルド・ウォレスとの交換で、ゴールデンステート・ウォリアーズに移籍したが、ウォリアーズの戦術に馴染めず、翌年2月21日にロースター枠の調整の為に解雇。同月29日にトロント・ラプターズとシーズン終了までの契約を結び、キャリア8年目で初めてNBAプレーオフを経験した。
2016年以降はNBAのチームと契約することが出来ず、2016-17シーズンは山東高速金星籃球倶楽部でプレーした。

### バスケット・サラゴサ2002（2020-2021）
2020年2月21日、リーガACBとバスケットボール・チャンピオンズリーグに所属するバスケット・サラゴサ2002との契約が発表された。バスケットボールチャンピオンズリーグでは5試合に出場し、1試合平均21.6分の出場で、9.8得点、6.0リバウンド、1.4アシスト、フリースロー成功率83.3パーセントという成績を残した。
2020年8月4日、サラゴサとの再契約が発表された。国内リーグでは17試合に出場し、1試合平均17.9分の出場で、8.2得点、4.8リバウンド、1.5アシスト、フィールドゴール成功率56.3パーセント、バスケットボールチャンピオンズリーグでは4試合に出場し、1試合平均23.3分の出場で、16.0得点、6.0リバウンド、1.0アシスト、1.0ブロック、フィールドゴール成功率81.3パーセントという成績を残した。

## NBA スタッツ

### レギュラーシーズン
| シーズン | チーム   | GP  | GS  | MPG  | FG%  | 3P%  | FT%  | RPG | APG | SPG | BPG | PPG  |
| -------- | -------- | --- | --- | ---- | ---- | ---- | ---- | --- | --- | --- | --- | ---- |
| 2008–09  | キングス | 82  | 56  | 28.1 | .497 | .000 | .692 | 7.4 | 1.1 | .6  | .7  | 11.1 |
| 2009–10  | キングス | 75  | 58  | 31.4 | .472 | .100 | .715 | 8.5 | 1.7 | .5  | 1.0 | 12.5 |
| 2010–11  | キングス | 75  | 39  | 23.3 | .507 | .000 | .605 | 6.1 | 1.2 | .4  | .6  | 8.8  |
| 2011–12  | キングス | 64  | 47  | 25.9 | .535 | .000 | .602 | 6.9 | 1.2 | .7  | .7  | 9.1  |
| 2012–13  | キングス | 82  | 81  | 27.9 | .502 | .000 | .694 | 6.7 | 1.0 | .6  | .7  | 10.9 |
| 2013–14  | キングス | 82  | 61  | 24.5 | .506 | .000 | .579 | 6.4 | .6  | .4  | .7  | 7.1  |
| 2014–15  | キングス | 81  | 63  | 24.6 | .470 | .000 | .622 | 6.5 | 1.0 | .4  | .7  | 6.1  |
| Career   |          | 541 | 405 | 26.5 | .497 | .037 | .655 | 6.9 | 1.1 | .5  | .7  | 9.4  |

## プレースタイル
211cmの長身を誇るが、ブロックショットがシーズン平均で1を越えたことがなく、インサイドを守るには物足りない面もある。リバウンドは平均的。オフェンスはゴール下が中心で、やや貢献度に欠けるために、近年はトレード候補にも度々挙げられている。

## 家族
弟のライアンもライダー大学で4年間在学し、バスケットボール部で活躍したが、NBA入りは叶わず、NBAデベロップメント・リーグのユタ・フラッシュ、イタリア、ベルギー、ドイツでプレーしている。